# Головківка (Олександрійський район)
Головкі́вка (в минулому — Бешка) — село в Україні, в Олександрійській міській громаді Олександрійського району Кіровоградської області. Населення становить 2217 осіб. Колишній центр Головківської сільської ради.

## Символіка
Затверджена 10 серпня 2004р. рiшенням №145 сесії сільської ради.

### Герб
Щит вилоподібно розтятий лазуровим, золотим і червоним. У першій частині срібний птах. У другій частині лазуровий спис із червоним прапорцем у перев'яз справа. У третій частині золотий колос у перев'яз зліва.

### Прапор
Квадратне полотнище складається з двох рівних горизонтальних смуг червоного та жовтого кольорів. Від древка відходить блакитний трикутник, на якому білий птах. Висота трикутника становить 2/3 ширини прапора.

## Історія
У 1754—1759 та 1761—1764 роках під назвою Бешка входило до складу Новослобідського козацького полку.
На вересень 1776 року «Елисаветградського пікінерного полку 2–ї роти в сл. Бешкі церква Святої Живоначальної Трійці, при ній священник Роман Логвинов, дяк Корнилій Божевський, пономар Семен Самойлов, ктитор Лукіян Журавко, прихідських дворів 98».
На 1780 рік «священик слободи Бешки Сімеон Мовчан».
Станом на 1886 рік у селі Новопразької волості Олександрійського повіту Херсонської губернії, мешкало 3684 осіб, налічувалось 534 дворових господарства, існувала православна церква та 2 лавки.

## Вулиці
У селі налічується 27 вулиць та 1 провулок. Низка їх була перейменовані у межах декомунізації та деколонізації 2016-24 років, спричинених російським вторгненням в Україну.
| Сучасна назва | Тип   | Колишні назви                                                 | Примітки                        |
| ------------- | ----- | ------------------------------------------------------------- | ------------------------------- |
| Бузкова       | вул.  | Кошового                                                      |                                 |
| Весняна       | вул.  | Паризької Комуни                                              |                                 |
| Вільна        | вул.  | 8-го Березня (змінено: розп. гол. ОДА від 26.07.2024 № 659-р) |                                 |
| Дружби        | вул.  | Горького                                                      |                                 |
| Залізнична    | вул.  |                                                               |                                 |
| Затишна       | вул.  | Котовського                                                   |                                 |
| Квіткова      | вул.  | Мічуріна (змінено: ріш. м.р. від 30.06.2023 № 646)            |                                 |
| Кленова       | вул.  | Чапаєва                                                       |                                 |
| Коцюбинського | вул.  |                                                               | Коцюбинський Михайло Михайлович |
| Лугова        | вул.  |                                                               |                                 |
| Мальовнича    | вул.  | Рози Люксембург                                               |                                 |
| Миру          | вул.  | Калініна                                                      |                                 |
| Молодіжна     | вул.  | Крупської                                                     |                                 |
| Набережна     | вул.  |                                                               |                                 |
| Озерна        | вул.  | Маяковського                                                  |                                 |
| Осіння        | вул.  | Щорса                                                         |                                 |
| Партизанська  | вул.  |                                                               |                                 |
| Перемоги      | вул.  |                                                               |                                 |
| Садова        | вул.  |                                                               |                                 |
| Соборна       | вул.  | Жовтнева                                                      |                                 |
| Сонячна       | вул.  | Островського                                                  |                                 |
| Степова       | вул.  | Тімірязєва (змінено: розп. м.г. від 15.04.2024 № 44-з)        |                                 |
| Тиха          | вул.  | Суворова (змінено: ріш. м.р. від 30.06.2023 № 646)            |                                 |
| Травнева      | вул.  | 1-го Травня (змінено: ріш. м.р. від 05.12.2023 № 746)         |                                 |
| Українська    | вул.  | Радянська                                                     |                                 |
| Центральна    | вул.  | Леніна                                                        |                                 |
| Шевченка      | вул.  |                                                               | Шевченко Тарас Григорович       |
| Центральний   | пров. | Леніна                                                        |                                 |

## Населення
Згідно з переписом УРСР 1989 року чисельність наявного населення села становила 2418 осіб, з яких 1089 чоловіків та 1329 жінок.
За переписом населення України 2001 року в селі мешкали 2222 особи.

### Мова
Розподіл населення за рідною мовою за даними перепису 2001 року:
| Мова       | Відсоток |
| ---------- | -------- |
| українська | 96,12 %  |
| російська  | 3,79 %   |
| вірменська | 0,09 %   |

## Економіка
- УкрАгроКом

## Спорт
У селі Головківка 12 жовтня 2008 року був відкритий сучасний стадіон «Головківський» місткістю 580 глядачів. Після реконструкції 2010—2011 років він став вміщати 628 глядачів. На цьому стадіоні свої домашні зустрічі проводила команда «УкрАгроКом». Після завершення сезону 2013/2014, коли ПФК «УкрАгроКом» був об'єднаний з ПФК «Олександрія», стадіон «Головківський» став базовим для команди U-19 ФК «Олександрія».
У селі діє футбольний клуб «Головківка».

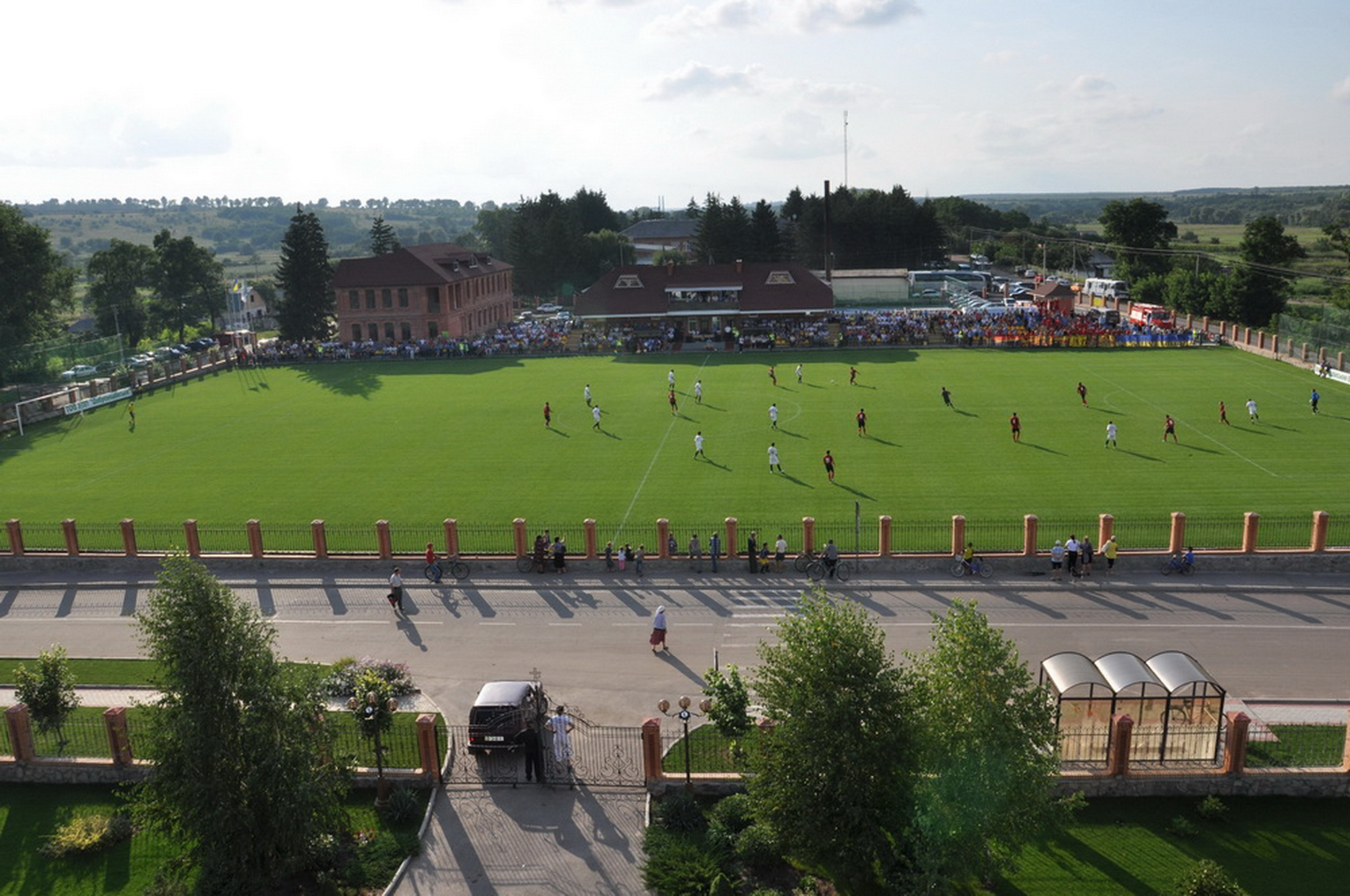
Стадіон «Головківський»
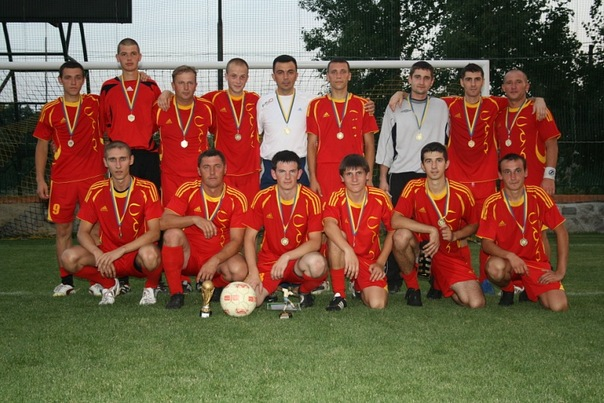
Після фінальної гри чемпіонату Олександрійського району, 2011 рік

## Персоналії
- Василь Кузьмович Моцний (* 1952), голова Кіровоградської облдержадміністрації (1999—2003 та 2007—2009)
- Кузьменко Анатолій Іванович (* 1950) — генеральний директор ТЗОВ «УкрАгроКом», народний депутат Верховної Ради України.
- Макаренко Феодосій Якович (1876 — ?) — член УСДРП, у 1917 році виключили з партії як агітатора за Самостійну Україну. За УНР був членом Центральної Ради. У тилу у білих на території Катеринославської губернії разом із атаманом Федорченко воював у 1919 році, коли той був помічником отамана Мірошниченка. Потім перейшов до бригади атамана Михайла Малашко, згодом — агітатор при штабі Юрка Тютюнника. У 1921—1923 перебував на еміграції, але потім повернувся до України. Заарештуваний органами ГПУ 13.05.1928 р. Звинувачений у зв'язках з антирадянськими елементами, ув'язнений дл ВТТ на 3 роки. Умовно-достроково звільнений[8].